# Geertjan Lassche
Geertjan Lassche (Zwolle, 17 augustus 1976) is een Nederlandse onderzoeksjournalist en documentairemaker.

## Carrière
Lassche begon in 1996 een studie journalistiek aan de Christelijke Hogeschool Ede die hij in 2000 afrondde. Daarvoor had hij een economische opleiding gevolgd. In 1996 begon hij ook bij de Zwolse Courant. Daarnaast werkte hij freelance voor onder andere RTV Oost, Omroep Gelderland, Radio 1 en Nieuwe Revu.
Hij werkt sinds 2000 bij de EO, aanvankelijk voor de actualiteitenrubrieken Twee Vandaag, Netwerk en Uitgesproken. Hij reconstrueerde onder andere een plan van Zuid-Molukkers om Koningin Juliana te gijzelen en paleis Soestdijk te bezetten. De actie, gepland voor april 1975, mislukte, omdat de BVD op het laatste moment werd getipt. De bij Justitie bekende Etienne Urka, die destijds een tijd optrok met Zuid-Molukkers, bekende tegenover Lassche, dat hij vanuit de gevangenis de BVD had ingelicht over de naderende RMS-actie.

## Reportages en documentaires
Lassche maakte naam met reportages over "De vergeten Polen in de slag om Arnhem", waarvoor hij het laatste journalistieke televisie-interview had met Prins Bernhard. Als direct gevolg hiervan kreeg de Poolse 1e Onafhankelijke Parachutistenbrigade in 2006 door koningin Beatrix de hoogste Nederlandse eretekens uitgereikt: de Militaire Willems-Orde voor de brigade en de Bronzen Leeuw postuum voor haar bevelhebber, Stanisław Sosabowski.
In 2005 maakte Lassche een serie reportages over het vreemdelingenbeleid. Daaruit bleek dat de Nederlandse autoriteiten vertrouwelijke gegevens hadden doorgespeeld aan de regering van Congo-Kinshasa; iets wat toenmalig minister Rita Verdonk eerder had ontkend. De onthullingen leidden tot heftige debatten en een motie van wantrouwen tegen Verdonk, die overigens met kleine meerderheid werd verworpen.
Zijn historische documentaire 't Was maar een mof onthulde het verhaal van de Duitse Wehrmacht-soldaat Karl-Heinz Rosch die tijdens de bezetting van Nederland twee Nederlandse peuters het leven redde, maar daarbij zelf het leven liet. Het verhaal kreeg landelijke bekendheid en resulteerde november 2008 in de oprichting van een standbeeld voor deze Duitse soldaat.
In 2007 onthulde Lassche in de Netwerk-uitzending Adoptieschandaal India adoptieschandalen in Colombia, India en China. Het zorgde voor veel ophef bij adoptiekinderen en -ouders, adoptiebureaus en het ministerie van Justitie. Diverse onafhankelijke overheidsonderzoeken bevestigden de misstanden en drongen aan op beter toezicht en nieuw beleid.
Eind 2008 werd zijn eerste auteursdocumentaire De boer die zou gaan emigreren van Lassche genomineerd voor het Internationaal Documentaire Festival in Amsterdam (IDFA). De film ging op 25 november 2008 in première in het Tuschinski Theater te Amsterdam, draaide maandenlang in diverse filmhuizen en geldt inmiddels als een klassieker in de documentairewereld.
Op 4 en 6 mei 2009 vertoonde de EO de documentaire Nooit meer laf over de verzetsstrijder Gerrit Gunnink, lid van Groep-Jan Gunnink van KP-Meppel. In de documentaire onthult Gunnink onder andere dat zijn groep de Rotterdamse onderduiker Pieter Hoppen, na later bleek ten onrechte, te hebben geëxecuteerd. In april 2009 zijn de resten van Hoppen geborgen in een weiland bij Hamingen (gemeente Staphorst).
In maart 2011 kwam de film Mannenbroeders van Kootjebroek uit, een documentaire van Lassche die terugkijkt op de mond-en-klauwzeercrisis in Kootwijkerbroek in 2001.
In september 2011 kwam Lassche met Vreemdelingen en bijwoners, over Molukkers die in de jaren 50 en 60 verbleven in Kamp Conrad in Lassches eigen woonplaats Rouveen en die vrijwel geen aandacht kregen van de inwoners van dit overwegend christelijke dorp.
Op 17 november 2012 ging de documentaire De uitverkorenen (The Chosen Ones) in première op het IDFA in het Tuschinski Theater in Amsterdam. In deze film volgt Lassche een groep rekruten die in opleiding zijn bij het Korps Mariniers in een 36 weken durend traject. De titel van deze documentaire is afgeleid van het motto van de mariniersopleiding, "Velen zijn geroepen, maar weinigen zijn uitverkoren". De film werd op 4 april 2013 bij de EO op televisie uitgezonden.
Op 13 december 2012 werd de documentaire "Wan Famiri" door de EO uitgezonden. De film gaat over de Surinaamse familie Breeveld en de strijd hoe door één deur te blijven kunnen. Carl Breeveld, een parlementariër namens Democratie en Ontwikkeling in Eenheid, heeft uitgesproken ideeën over wat er moet veranderen in de politiek, terwijl zijn broer, Borger Breeveld, politiek bevriend is met Desi Bouterse. In de film komen verder broers Hans en Clarence en zus Lucia aan het woord. Vóór en na de film werd een verklaring getoond van de familie Breeveld waarin zij 'nadrukkelijk afstand' neemt van het eindresultaat van de documentaire, waaraan ze wel middels de vele interviews had meegewerkt.
In 2013 kwam Zwart IJs uit, waarin gelovige Nederlandse schaatsers worden gevolgd, waaronder René Ruitenberg en Geert-Jan van der Wal. Hun persoonlijke afwegingen tussen (top)sport en het christelijk geloof worden in beeld gebracht.
In december 2014 kwam Hemelbestormers uit, waarin Lassche meetrekt met een groep die onder leiding van Wilco van Rooijen de berg Cho Oyu in de Himalaya beklimt.
Van 2016 tot 2019 maakte hij vier seizoenen van het programma Break Free voor BNNVARA. Daarin filmde hij hoe nabestaanden van jongeren die verongelukten in het buitenland de reis van hun dierbare opnieuw maakte.
Ten tijde van het begin van de coronapandemie in 2020 bedacht hij het tv-programma Frontberichten, waarvan van maart tot mei 53 dagelijkse afleveringen uitgezonden werden op NPO 2. In het programma deden zorgmedewerkers verslag van hun werk. Begin 2021 werd hij door journalistenvakblad Villamedia Magazine uitgeroepen tot Journalist van het jaar.
Op 11 april 2022 ging de door hem gemaakte documentaire Louis in première, over het leven van Louis van Gaal. De film gaat ook in op de fragiele gezondheid van Van Gaal.

## Prijzen
In 1998 werd Lassches radiodocumentaire Dorp in het voorbijgaan, over het dagelijks leven in een boerendorp, bekroond met de tweede prijs bij de RVU Radioprijs.
Voor de reportages uit 2005 over het vreemdelingenbeleid kreeg Lassche de Gouden Tape, een aanmoedigingsprijs voor jong journalistiek televisietalent.
De erkentelijkheid voor het eerherstel van de parachutistenbrigade van Sosabowski was in Polen zo groot, dat Lassche op zijn beurt onderscheiden werd: op 30 januari 2007 ontving hij een militaire onderscheiding en het Poolse Kruis van Verdienste in goud. Bij de uitreiking was een kleinzoon van generaal-majoor Sosabowski aanwezig. Voor deze documentaire, God Bless Montgomery, ontving hij nog diverse andere prijzen.
In 2008 werd Lassche tweemaal genomineerd voor De Tegel van 2007, de Nederlandse jaarprijs voor de journalistiek. De nominaties waren voor Adoptieschandaal India en Van leven ga je dood, een documentaire op Netwerk over ethische keuzes op de intensive care. Naar aanleiding van een journalistiek verhaal over kinderhandel in China werd Lassche in 2009 weer genomineerd, voor De Tegel 2008.
In 2011 won Lassche De Tegel (categorie: achtergrond) voor zijn reportage Vreemdelingen & Bijwoners, die hij maakte voor RTV Oost.
In 2015 kreeg Hemelbestormers de Grand Prix Award op het Dutch Mountain Film Festival.
In 2017 werd zijn programma Break Free bekroond met de televisieprijs De tv-beelden in de categorie Beste factual.